# Cramlington
Cramlington è una cittadina di 29 405 abitanti della contea del Northumberland, in Inghilterra.